# Avram Bunaciu

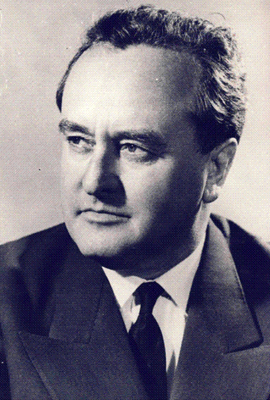
Avram Bunaciu

Avram Bunaciu (geb. 11. November 1909 in Gurba bei Șicula, Kreis Arad, Österreich-Ungarn; gest. 28. April 1983 in Bukarest, Rumänien) war ein rumänischer Jurist und ab 1948 Mitglied des Zentralkomitees der Rumänischen Arbeiterpartei PMR. Er war rumänischer Justizminister und Außenminister.

## Leben
Avram Bunaciu wurde in einem Dorf im Kreis Arad in eine Familie rumänischer Bauern geboren. Ob er jüdischer Herkunft war, ist umstritten, nach einigen Quellen wird sein Geburtsname als Abraham Gutman angegeben. Nach dem Abitur am Gymnasium in Beiuș studierte er von 1928 bis 1933 Jura an der Universität Cluj. Während er in den frühen 1930er Jahren Anhänger der rumänischen Sozialisten gewesen war, wandte er sich ab 1938 der Rumänischen Kommunistischen Partei zu und verteidigte als Anwalt in Zusammenarbeit mit Ion Gheorghe Maurer mehrere kommunistische Angeklagte. Gemäß Artikel 14 der Waffenstillstandsvereinbarung vom 12. September 1944 mit Rumänien ließ die Alliierte Kontrollkommission unter dem Vorsitz der Sowjetunion nach dem Zweiten Weltkrieg zwei Volksgerichtshöfe zur Beurteilung von Kriegsverbrechen und Verbrechen gegen die Menschlichkeit in Rumänien errichten. Bunaciu war leitender Staatsanwalt am Volksgerichtshof in Cluj, an dem hauptsächlich Kriegsverbrechen in Nordsiebenbürgen unter ungarischer Herrschaft zur Sprache kamen, während in Bukarest der Diktator Ion Antonescu verhört und zum Tode verurteilt wurde.
Nach der Verhaftung und Absetzung von Lucrețiu Pătrășcanu wurde Bunaciu im März 1948 zum Justizminister ernannt und amtierte in dieser Funktion bis September 1949. 1952 wurde er Stellvertreter der Außenministerin Ana Pauker. Nach Paukers erzwungenem Rücktritt wurde er 1954 Rektor der Universität Bukarest und war gleichzeitig bis 1957 Sekretär der Großen Nationalversammlung. Von 1958 bis 1961 war er als Nachfolger von Ion Gheorghe Maurer Außenminister Rumäniens. Vom 19. bis 24. März 1965 war er gemeinsam mit I. G. Maurer und Ștefan Voitec Kommissarischer Vorsitzender des Staatsrates.
Er erhielt mehrere staatliche Auszeichnungen, darunter den rumänischen Orden der Arbeit, den Stern von Rumänien, Orden Verteidigung des Vaterlandes, Orden 23. August (1964) und Orden Tudor Vladimirescu (1971).